# Freddy Kiwitt

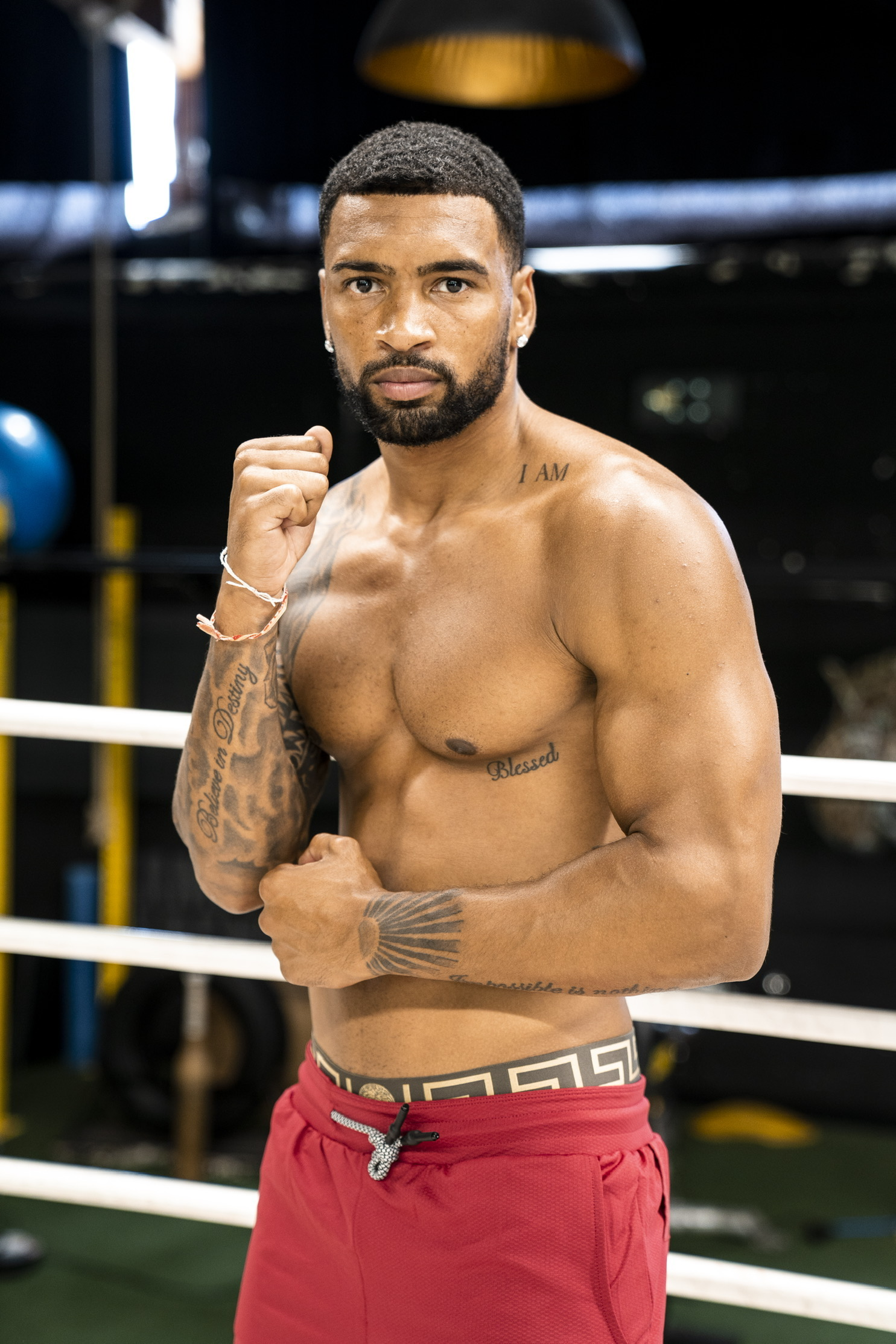
Freddy Kiwitt

Freddy Kiwitt (* 24. August 1990 in Saclepea, Liberia, als Frederick Gleluo Kiwitt) ist ein Profiboxer deutsch-liberianischer Herkunft im Weltergewicht. Im Jahr 2019 vereinte er als sowohl erster deutscher als auch erster liberianischer Boxer die Europameisterschaft (WBO) und die Afrikameisterschaft (ABU). Kiwitt begann erst im vergleichsweise späten Alter von 18 Jahren mit dem Boxsport.

## Leben
Kiwitt wurde 1990 als Sohn eines Deutschen und seiner liberianischen Frau in Saclepea, Liberia, kurz nach Ausbruch des liberianischen Bürgerkriegs geboren. Wenige Monate später ging die Familie, um dem Krieg zu entkommen, nach Flensburg, wo Kiwitt seine Kindheit und Jugend verbrachte. Aus sportlichen Gründen lebte Kiwitt mit seiner Frau ein paar Jahre in London. Zusammen haben sie einen Sohn und zwei Töchter. Seit 2020 lebt er wieder in Deutschland.

## Karriere
Kiwitt begann mit dem Boxen beim DGF Flensborg. Im Anschluss an seine Amateurkarriere ging er nach England, wo er am 23. November 2013 siegreich sein Profidebüt gab. In den Jahren 2015 und 2016 kehrte er für einige Kämpfe bei Sauerland Event nach Deutschland zurück und boxte unter anderem im Vorprogramm von Arthur Abraham sowie Jürgen Brähmer.
Am 9. Juli 2017 Boxte Kiwitt zum ersten Mal um einen Titel. In der berühmten London York Hall knockte er den vormaligen Englischen Meister Erick Ochieng in der 7. Runde aus und gewann den Southern Area Titel im Weltergewicht.
Am 22. Februar 2019 gewann Kiwitt gegen den Briten Paddy Gallagher den Europameistertitel der WBO. Er konnte seinen Gegner in der traditionsreichen York Hall in London zwei Mal zu Boden bringen und wurde nach zehn Runden zum Sieger nach Punkten gekürt. Die WBO stufte ihn im Anschluss auf Rang 11 ihrer Weltrangliste im Weltergewicht ein.
Am 20. Juli 2019 wurde er neuer Afrikameister der ABU im Weltergewicht, nachdem er seinen Gegner Samuel Turkson mittels technischem Knockout in Runde vier in der ghanaischen Hauptstadt Accra bezwang.
Am 3. Dezember 2022 boxte Kiwitt das erste Mal in seiner Heimatstadt Flensburg und besiegte Ali Hasso in der dritten Runde durch Knockout und gewann die Deutsche Meisterschaft im Superweltergewicht.

## Soziales Engagement
Freddy Kiwitt engagiert sich für das Projekt „Boxing is Love“, welches in Dritte Welt Ländern soziale Programme im Boxsport aufbaut.

## Dokumentation
- Sportclub Story: Kampfname Pretty Boy – Die Geschichte des Boxers Freddy Kiwitt, NDR Fernsehen, Erstausstrahlung: 8. März 2020, ca. 30 Min., Autoren: Ben Wozny, Willem Konrad[10]